# لجنة المساعدة النرويجية
لجنة المساعدة النرويجية هي منظمة غير حكومية نرويجية تأسست عام 1983، ومنذ عام 1994 تم تنظيمها كمؤسسة.
المنظمة جزء من حركة التضامن اليسارية النرويجية المؤيدة للفلسطينيين. وقد عملت في دعم الفلسطينيين في الأراضي الفلسطينية وفي لبنان منذ تأسيسها. من عام 1999 إلى عام 2011، عملت المنظمة أيضًا في البلقان، وعملت في سوريا منذ عام 2012. تم تحديد المجموعة من قبل الطبيبين مادس جيلبرت وإريك فوس (رئيس اللجنة) خلال النزاعات في غزة.

## الخلافات
في عام 1989 خضعت المنظمة للتدقيق من قبل فريق البحث ماريان هيبرغ من NUPI كجزء من تحقيق واسع لمنظمات الإغاثة المُمولة من المخصصات العامة. تم انتقاد المنظمة بسبب آثارها التنموية ضئيلة إلى معدومة، وعدم فهم الاحتياجات المحلية، والافتقار إلى آليات الرقابة والإدارة غير المهنية. كما تم انتقاد "نورواك" لدعمها فصائل هامشية في السياسة الفلسطينية، وخلصت إلى أنها لا تفي بالمتطلبات الأساسية لمنظمة المساعدة، لا سيما بسبب عملها "الطائفي" وأخذها للمخاوف السياسية. وأوصى التقرير "نوراد" بوقف جميع التخصيصات العامة للمنظمة. كما تم فحص "نورواك" خلال تحقيق لاحق بشأن الأموال المخصصة من قبل وزارة الخارجية
خلال الصراع في غزة في عامي 2009 و2014، اتُهم جيلبرت وفوس في النرويج وخارجها بتسهيل الدعاية من قبل حماس وقد لوحظ عملهم في مستشفى الشفاء بشكل خاص وسط مزاعم عن استخدام المستشفى كمقر لحركة حماس في عام 2014، مُنع جيلبرت إلى أجل غير مسمى من دخول غزة عبر إسرائيل، رسميًا "لأسباب أمنية"، لكن وفقًا لمصادر استخباراتية لأنه تم الكشف عن "علاقات وثيقة" بين جيلبرت وقادة حماس
في عام 2014 أفيد أن مستشفى يديره نورواك في سوريا في بلدة تل أبيض يعالج الجنود الجرحى من تنظيم داعش الإرهابي (الدولة الإسلامية في العراق والشام). منذ عام 2013، عندما بدأ تمويل المستشفى من خلال اللجنة من قبل المساعدات العامة النرويجية، أفيد أن داعش قد سيطر بشكل كامل على المستشفى والمنطقة المحيطة به. وفقًا لمصادر عربية وكردية، أصبح المستشفى مخصصًا بالكامل لجنود داعش وأنصارها. رفض إريك فوس التقارير الأخيرة، معترفًا بأن المستشفى عالج جهاديي داعش. بعد التحقيقات اللاحقة التي أجرتها وزارة الخارجية وجدت أنّ داعش قد فرضت القواعد الدينية في المستشفى، بما في ذلك طقوس الصلاة، والفصل بين الجنسين واللوائح المتعلقة بالملابس، ألغى وزير الخارجية بورغ بريندي كل الدعم المالي الموجه إلى المستشفى. أثناء الامتثال للقرار، واصلت فوس ونورواك إنكار وجود أي عمليات إنفاذ من قبل داعش في المستشفى.